# Mahadevi
U hinduizmu, Mahadevi (sanskrt महादेवी, Mahādevī = „velika božica”) naziv je za vrhovnu božicu (Devi) ili skup svih božica. Ona predstavlja „vrhovnu žensku stvarnost”, odnosno ona je ženski Brahman u šaktizmu (sekta hinduizma u kojoj se posebno štuju božice). Njezin partner ili suprug je Mahadeva („veliki bog”) — Šiva.
Mahadevi je često poistovjećena s određenom hinduističkom božicom — često je to Parvati, Šivina druga supruga te božica braka i ljubavi. Poistovjećivana je i s Mahakali, Durgom i Adi Parashakti, koje su sve oblici „vrhovne ženske energije”, Šakti. U tekstu Devi Mahatmya, Durga je opisana kao vrhovno biće.
Naziv Tridevi („tri božice”) se katkad koristi za Mahadevi, koja je zamišljena kao sila koja stvara, održava i uništava svemir. Ona je izvor svemira i svemir sam.